# 船津站 (紀北町)
船津站（日语：／ Funatsu eki */?）是位於三重縣北牟婁郡紀北町上里，東海旅客鐵道（JR東海）的紀勢本線車站。

## 歷史
- 1934年（昭和9年）12月19日：國鐵紀勢東線三野瀨站至尾鷲站開業，此站啟用[1]。
- 1941年（昭和16年）：開設大杉谷森林鐵道（日语：大杉谷森林鉄道）來往船津站至船津儲木場之間。
- 1958年（昭和33年）：大杉谷森林鐵道廢止。
- 1959年（昭和34年）7月15日：三木里站至新鹿站之間開通，同時路線改名為紀勢本線[1]。
- 1983年（昭和58年）12月21日：成為簡易委託車站。
- 1987年（昭和62年）4月1日：伴隨國鐵分割民營化，車站由東海旅客鐵道（JR東海）營運[1]。
- 2005年（平成17年）3月31日：成為無人車站。

## 車站構造
車站設有2面2線的相對式月台，為地面車站。車站大樓於1號月台是直線，為一線通過的構造，通常上下行列車會使用1號月台。設有前木造車站大樓的残跡。月台之間設有跨線橋。
車站由尾鷲站管理的無人車站。在2005年（平成17年）3月前，在車站前的商店會發售車票，為簡易委託車站。

### 月台
| 月台 | 路線      | 上下行 | 方向             |
| ---- | --------- | ------ | ---------------- |
| 1、2 | ■紀勢本線 | 上行   | 松阪、名古屋方向 |
| 1、2 | ■紀勢本線 | 下行   | 尾鷲、新宮方向   |

## 使用狀況
根據「三重縣統計書」，以下列出近年1日平均乘車人次。
| 年度   | 一日平均 乘車人次 |
| ------ | ----------------- |
| 1998年 | 100               |
| 1999年 | 94                |
| 2000年 | 101               |
| 2001年 | 113               |
| 2002年 | 116               |
| 2003年 | 105               |
| 2004年 | 108               |
| 2005年 | 98                |
| 2006年 | 89                |
| 2007年 | 85                |
| 2008年 | 77                |
| 2009年 | 74                |
| 2010年 | 73                |
| 2011年 | 74                |
| 2012年 | 75                |
| 2013年 | 77                |
| 2014年 | 80                |
| 2015年 | 80                |
| 2016年 | 71                |
| 2017年 | 71                |

## 車站周邊
- 紀北町立三船中學
- 紀北駕駛學校（車站內）
- 海山鄉土資料館
- 紀北町政廳船津出張所
- 船津郵局
- 熊野古道伊勢路

## 相鄰車站
東海旅客鐵道（JR東海）
紀勢本線
三野瀨－船津－相賀

## 注腳